# Paradox (album)
Pour les articles homonymes, voir Paradox.
Albums de Nanase Aikawa
Red
(1996) Crimson
(1998)
Singles
paraDOX est le 2e album de Nanase Aikawa, sorti sous le label Avex Trax le 2 juillet 1997 au Japon. Il atteint la 1re place du classement de l'Oricon, et reste classé pendant 21 semaines, pour un total de 1 425 130 exemplaires vendus pendant cette période. Il gagne le prix du « Meilleur album Rock de l'année » au 12th Annual Golden Disk Awards.

## Liste des titres
| 1.  | Cat on the Street                                                                          | 4:32 |
| 2.  | Tenshi no You ni Odorasete (天使のように踊らせて)                                          | 5:10 |
| 3.  | Troublemaker (trouble mix) (トラブルメイカー)                                              | 4:05 |
| 4.  | Akeru Koto no Nai Yoru, Shizumu Koto no Nai Taiyou (明けることのない夜 沈むことのない太陽) | 5:34 |
| 5.  | Tori ni Naretara (鳥になれたら)                                                            | 4:16 |
| 6.  | A Piece of Memory                                                                          | 1:17 |
| 7.  | Koigokoro (恋心)                                                                           | 4:00 |
| 8.  | Konna ni Aishitemo (water version) (こんなに愛しても)                                      | 5:29 |
| 9.  | Love Merry-Go-Round                                                                        | 5:02 |
| 10. | Sweet Emotion (S.V. mix)                                                                   | 5:07 |
| 11. | Two of us                                                                                  | 4:45 |